# KZ Kerestinec

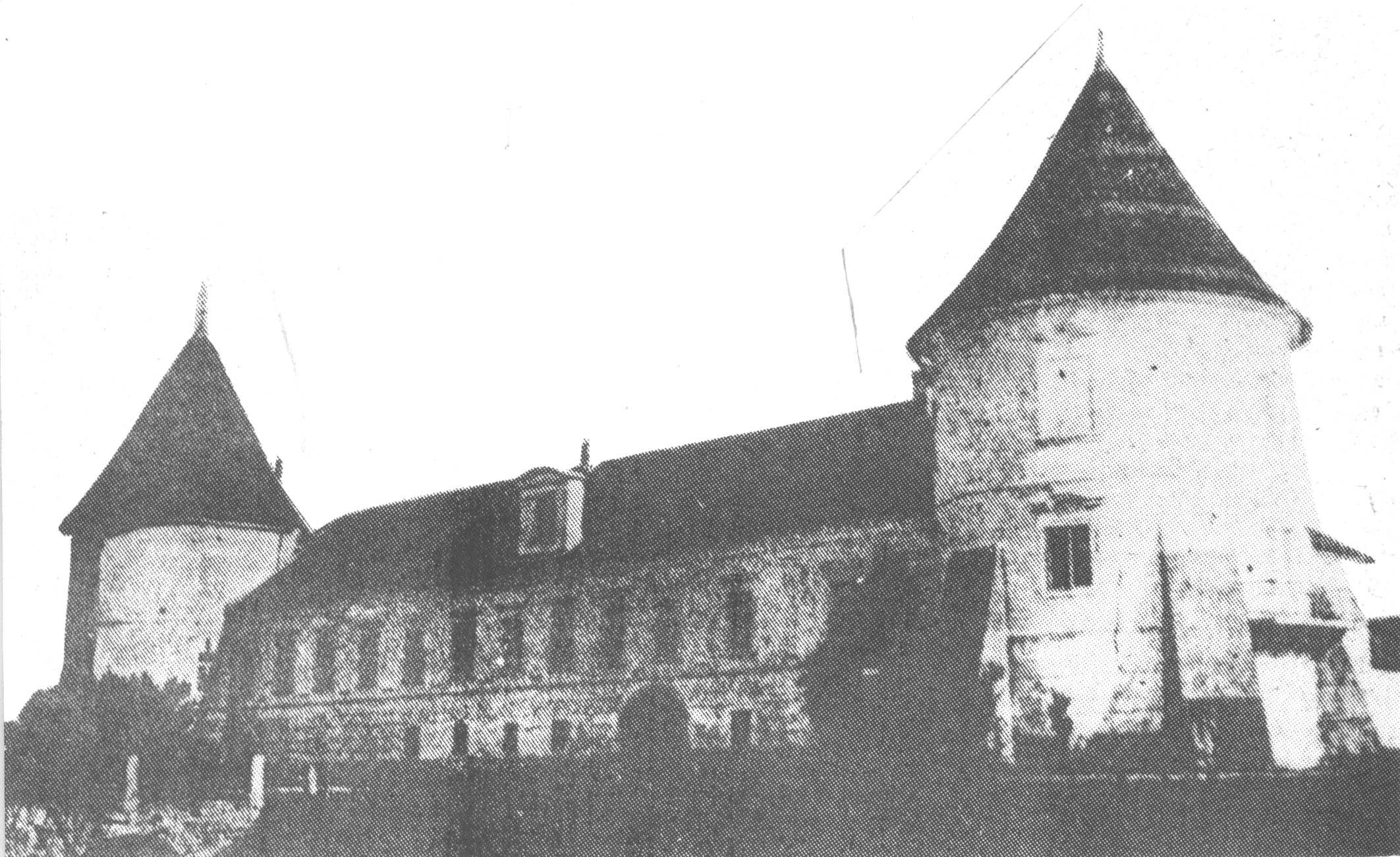
Schloss Kerestinec im November 1943

Das Konzentrationslager Kerestinec (serbokroatisch Koncentracioni logor Kerestinec / Концентрациони логор Керестинец) war ein Konzentrationslager im damaligen faschistischen Unabhängigen Staat Kroatien (NDH). Das Lager wurde in einem Schloss westlich von Zagreb am 19. April 1941 errichtet, indem bereits am selben Tag Gefangene ins Lager deportiert wurden. Die Internierten waren hauptsächlich Serben, Juden und politische Gefangene. Für das Lager war die Polizeiverwaltung der Stadt Zagreb zuständig, zum KZ-Kommandanten wurde Mladen Horvatin ernannt. Die Gefangenen wurden nach Nationalität bzw. politischer Ausrichtung aufgeteilt und dessen Wertgegenstände und Geld wurde konfisziert. Die Lagerverwaltung registrierte nur diejenigen Gefangenen, denen Geld abgenommen wurde. Daher ist nicht bekannt, wie viel Menschen tatsächlich im Lager interniert waren.